# Britain’s Got Talent
A Britain’s Got Talent egy különleges tehetségkutató verseny, melyet először az ITV mutatott be 2007-ben.

## Története
A showt Simon Cowell angol televíziós producer, a The X Factor kitalálója indította el 2007-ben. A műsort eredetileg 2006-ban indították volna, az amerikai verzióval egyidőben, de a tévécsatorna és az eredetileg tervezett gyártó közötti vita két évre felfüggesztette az együttműködést. A shownak volt egy  háttérműsora 2007-től 2019-ig Britain's Got More Talent címmel, Stephen Mulhern műsorvezetésével, azonban ez 2020-ra megszűnt, ezt egy online kísérőműsor, a Britain's Got Talent: Unseen című háttérműsor váltotta fel. Ez az ITV műsorvisszanéző szolgáltatásán, az ITV Hub-on fut. A műsor jelenlegi szponzora a Marks & Spencer Food. A házigazdái a műsornak a kezdete óta Anthony McPartlin és Declan Donneley.

## Évadok

### 1. évad
A Britain’s Got Talent első évada 2007. június 9. és június 17. között zajlott. A zsűritagok ebben az évadban Amanda Holden, Piers Morgan és Simon Cowell voltak.  A meghallgatásokat Londonban, Manchesterben, Birminghamben és Cardiffban rendezték meg. Három elődöntőt rendeztek 24 versenyző részvételével, és összesen hatan jutottak be a döntőbe. A nyertes Paul Potts operaénekes volt. A győztes ettől az évadtól kezdve 100,000 font jutalmat kapott, valamint felléphetett a brit királyi család előtt a Royal Variety Performance-on.

### 2. évad
A Britain’s Got Talent második évada  2008. április 12. és május 31. között zajlott. Ebben az évben változtatták meg az elődöntők rendszerét, már 40-en jutottak be az élő műsorfolyamba, és 5 elődöntőt rendeztek, 8 versenyző részvételével. A meghallgatások ezúttal már Blackpoolba és Glasgowba is ellátogattak. A zsűritagok ebben az évadban is Amanda Holden, Piers Morgan és Simon Cowell voltak. A győztes George Sampson utcatáncos lett, a második helyen a Signature táncoscsoport, a harmadik helyen pedig Andrew Johnston énekes végzett.

### 3. évad
A Britain’s Got Talent harmadik évada 2009. április 11. és május 30. között zajlott. A meghallgatásokat ugyanabban az öt városban rendezték, mint korábban. A zsűrit továbbra is Amanda Holden, Piers Morgan és Simon Cowell alkották. A győztes ebben az évadban Diversity nevű táncoscsoport lett, Susan Boyle végzett a második helyen, a harmadik pedig Julian Smith szaxofonista lett. Ez volt a legnézettebb évada a Britain's Got Talent-nek, a döntőt több mint 13.3 millióan nézték élőben. A műsor szponzora ebben az évadban a Domino's Pizza volt.

### 4. évad
A Britain’s Got Talent negyedik évada  2010. április 17. és június 5. között zajlott. A zsűrit még továbbra is Amanda Holden, Piers Morgan és Simon Cowell alkották. A győztes a Spelbound nevű tornászcsoport lett, a második helyen a Twist & Pulse nevezetű táncos duó, a harmadik helyen pedig Kieran Gaffney dobos végzett. A műsor szponzora ebben az évadban a Domino's Pizza volt.

### 5. évad
A Britain's Got Talent ötödik évada 2011. április 6. és június 4. között zajlott. A zsűrit ezúttal Amanda Holden és Simon Cowell alkották, de Cowell csak az élő műsorok alatt zsűrizett, ugyanis a meghallgatásokon David Hasselhoff és Michael McIntyre voltak az ítészek helyette. A győztes Jai McDowall énekes lett, a második helyen Ronan Parke, szintén énekes és a harmadik helyen pedig a New Bounce fiúbanda végzett. A műsor szponzora ebben az évadban a Moneysupermarket volt.

### 6. évad
A Britain's Got Talent hatodik évada 2012. március 24. és május 12. között zajlott. A zsűri tagjai továbbra is Amanda Holden és Simon Cowell voltak, ezúttal pedig két új zsűritag, Alesha Dixon énekes, és David Walliams humorista érkezett. A győztes Asleigh és táncoló kutyája Pudsey lett, Jonathan és Charlotte lettek a másodikak, a harmadik pedig az Only Boys Aloud nevű fiúkórus lett. A győztes ebben az évadban 500,000 fontos főnyereményt nyert, emellett felléphetett a brit királyi család előtt a Royal Variety Performance-on. A műsor szponzora ebben az évadban a Virgin Media volt.

### 7. évad
A Britain’s Got Talent hetedik évada  2013. április 13. és június 8. között zajlott. A zsűrit ebben az évadban is David Walliams, Alesha Dixon, Amanda Holden és Simon Cowell alkották. A győztes a magyar Attraction nevű árnyékszínház lett, a második helyen Jack Caroll humorista, a harmadik helyen pedig Richard & Adam végeztek. A műsor győztese ettől az évadtól kezdve 250,000 fontos főnyereményt nyer, emellett felléphet a brit királyi család előtt a Royal Variety Performance-on. A műsor szponzora ebben az évadban a Morrisons volt.

### 8. évad
A Britain’s Got Talent nyolcadik évada  2014. április 12. és június 7. között zajlott. A zsűritagok továbbra is David Walliams, Alesha Dixon, Amanda Holden és Simon Cowell. Ebben az évadban vezették be a "Golden Buzzert", ezt minden zsűritag és a műsorvezetők egyszer nyomhatják meg a meghallgatások során, ezzel egy versenyzőt juttatnak tovább egyenesen az elődöntőkbe. A győztes a Collabro nevű csoport lett, a második helyen Lucy Kay operaénekes, a harmadik helyen pedig Cowell "golden buzzer"-ös versenyzői, a Bars & Melody nevű énekesduó végzett. A műsor szponzora ebben az évadban a Morrisons volt.

### 9. évad
A Britain’s Got Talent kilencedik évada 2015. április 11. és május 31. között zajlott. A zsűritagok ebben az évadban is David Walliams, Alesha Dixon, Amanda Holden és Simon Cowell. Ebben az évadban vezették be az ún. "Wildcard" funkciót, ezzel a zsűritagok és a közönség is továbbjuttathat egy olyan versenyzőt a döntőbe, aki kiesett az elődöntők során. A győztes Jules O'Dwyer és kutyája Matisse lett, a második helyen Jamie Raven bűvész, a harmadik helyen pedig a Côr Glanaethwy walesi kórus végzett. A műsor szponzora ebben az évadban a Morrisons volt.

### 10. évad
A Britain’s Got Talent tizedik évada  2016. április 9. és május 28. között zajlott. A zsűrtagok továbbra is David Walliams, Alesha Dixon, Amanda Holden és Simon Cowell. A győztes Richard Jones bűvész lett, a második helyen Wayne Woodward énekes, a harmadik helyen pedig Cowell "golden buzzer"-ös versenyzői, a Boogie Storm nevű táncoscsoport végzett. A műsor szponzora ebben az évadban a National Lottery volt.

### 11. évad
A Britain’s Got Talent tizenegyedik évada 2017. április 15. és június 4. között zajlott. A zsűritagok ebben az évadban is David Walliams, Alesha Dixon, Amanda Holden és Simon Cowell. A győztes Tokio Myers zongorista lett, a második helyen Issy Simpson bűvész, a harmadik helyen pedig Holden "golden buzzer"-ös versenyzője, Daliso Chaponda humorista végzett. A műsor szponzora ebben az évadban az ao.com volt.

### 12. évad
A Britain’s Got Talent tizenkettedik évada 2018. április 6. és június 2. között zajlott. A zsűrit szintén David Walliams, Alesha Dixon, Amanda Holden és Simon Cowell alkották. Ezen évad élő adásainak műsorvezetői feladatait Declan Donneley egyedül látta el, azok után, hogy Ant McPartlin márciusban ittasan vezetett, majd tévés tevékenységeit lemondta 2018-ra. Ennek ellenére McPartlin a meghallgatásokon feltűnik, mivel azokat januárban és februárban vették fel. A győztes Lost Voice Guy humorista lett, a második helyen Robert White énekes-humorista, a harmadik helyen pedig Walliams "golden buzzer"-ös versenyzője, Donchez Dacres énekes végzett. A műsor szponzora ebben az évadban a uswitch.com volt.

### 13. évad
A Britain’s Got Talent tizenharmadik évada 2019. április 6. és június 2. között zajlott. A zsűrit továbbra is David Walliams, Alesha Dixon, Amanda Holden és Simon Cowell alkotta. A győztes Colin Thackery énekes lett, a második helyezett  X, valódi nevén Marc Spelmann, a harmadik helyezett pedig Ben Hart bűvész lett. A műsor szponzora ebben az évadban az M&S Food volt.

### 14. évad
A Britain's Got Talent tizennegyedik évada 2020. április 11. és október 10. között zajlott. A zsűrit továbbra is David Walliams, Alesha Dixon, Amanda Holden és Simon Cowell alkotta. A műsor alkotója, Simon Cowell augusztusban balesetet szenvedett, emiatt nem tudott részt venni az élő adások felvételén, így a 2009-es győztes Diversity táncoscsoport tagja, Ashley Banjo helyettesítette. Ez az évad két részben zajlott le, a koronavírus-járvány miatt. A meghallgatások május 30-ig tartottak, ezek után a műsor szünetelt.
Az elődöntőkben résztvevő 40 produkciót bemutató műsort augusztus 30-án vetítették, ezek után jelentették be, hogy az elődöntők szeptember 5-én kezdődnek, és heti rendszerességgel lesznek láthatóak. A győztes Ant és Dec golden buzzer-ös versenyzője, Jon Courtenay énekes lett, a második helyezett a Sign Along With Us kórus, a harmadik helyezett pedig Steve Royle komikus lett. A műsor szponzora ebben az évadban az M&S Food volt.

### 15. évad
A Britain's Got Talent 15. évada 2022. április 16. és június 5. között zajlott. A zsűrit továbbra is David Walliams, Alesha Dixon, Amanda Holden és Simon Cowell alkotta. A győztes Cowell golden buzzer-ös versenyzője, Axel Blake humorista lett, a második helyezett Jamie Leahey hasbeszélő, a harmadik helyezett pedig Tom Ball énekes lett. A műsor szponzora ebben az évadban a McVite's.

### 16. évad
A Britain's Got Talent 16. évada 2023. április 15. és június 4. között zajlott. Változott a zsűri összetétele ebben az évadban, David Walliams távozott a műsor zsűrijéből, helyette Bruno Tonioli táncos-koreográfus érkezett, Alesha Dixon, Amanda Holden és Simon Cowell maradtak a zsűriben. A győztes a norvég komikus Viggo Venn lett, a második helyen Lillianna Clifton kortárstáncos végzett, a képzeletbeli dobogó harmadik fokára pedig Cillian O'Connor bűvész állhatott fel. A műsor szponzora ebben a szezonban a Sky Mobile volt.